# عرش شارلمان

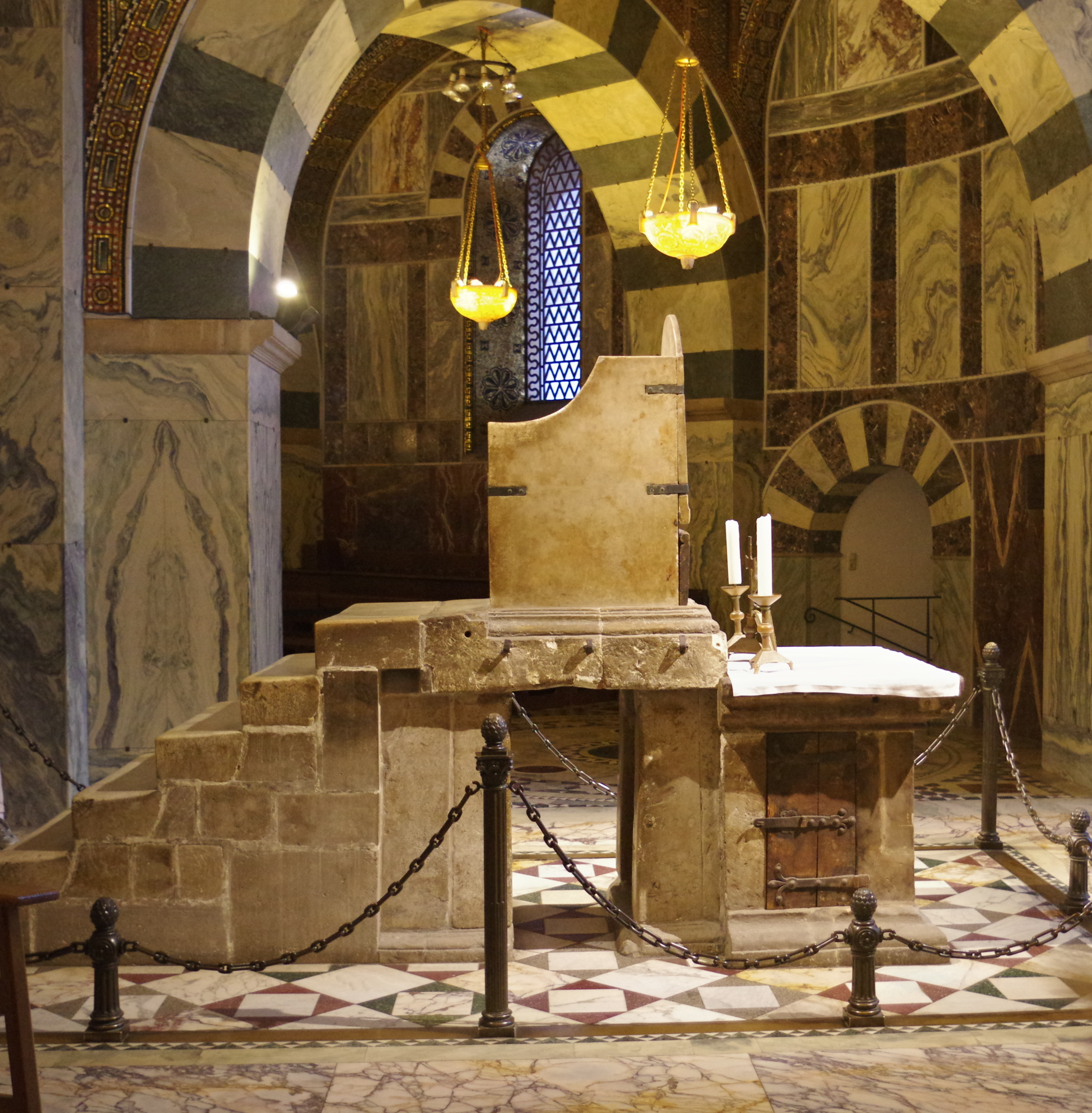
منظر جانبي للعرش

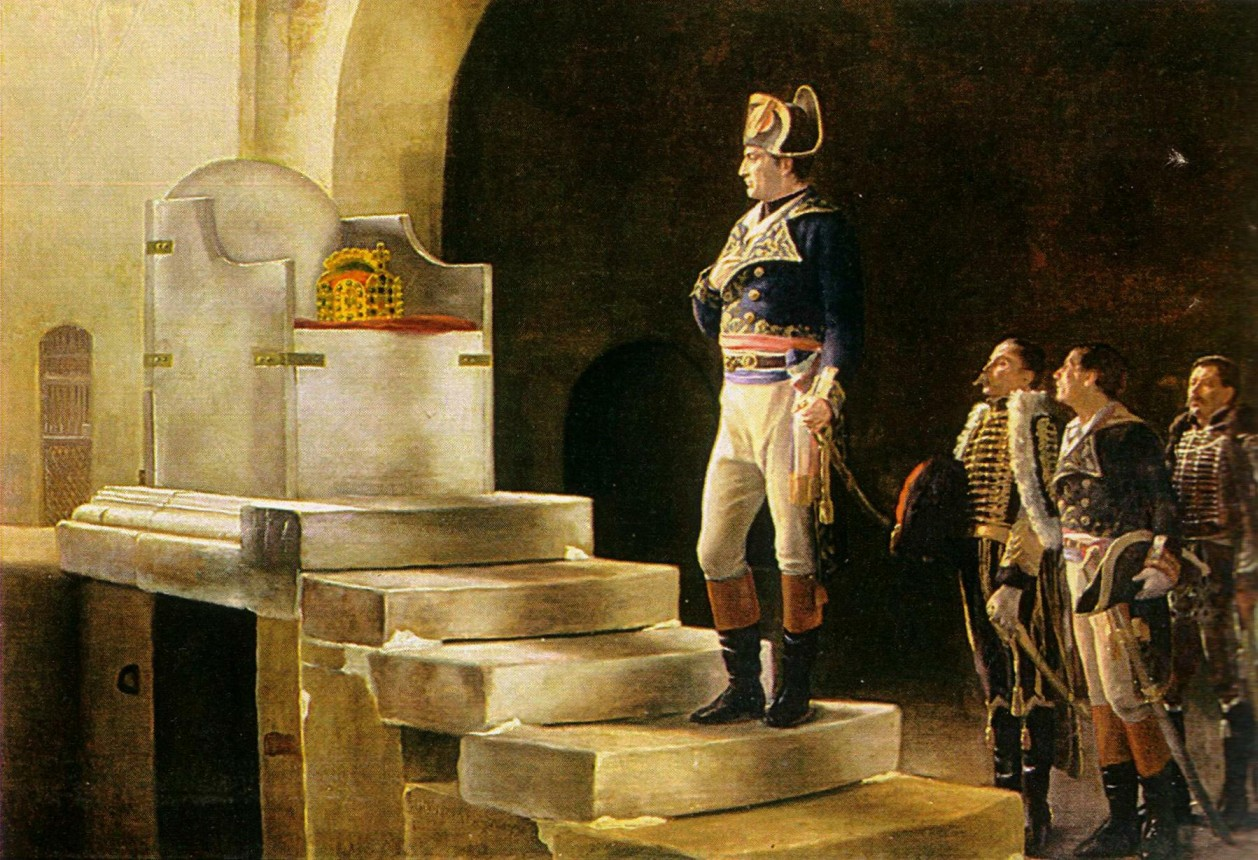
نابليون أمام عرش شارلمان (هنري بول موت، 1898). زار الإمبراطور الفرنسي كاتدرائية آخن في 2 أكتوبر 1804، ولم يجلس على العرش احتراماً.

عرش شارلمان (الألمانية: Karlsthron أو آخنر كونيجسثرون، "العرش الملكي لآخن") هو عرش شيّده شارلمان في تسعينيات القرن الثامن الميلادي، كجزء من تجهيزات مصلى البالاتين الخاص به في آخن (كاتدرائية آخن حاليًا) ووُضع في مثمن الكنيسة. حتى عام 1531، كان عرش تتويج ملك الرومان، حيث استُخدم في واحد وثلاثين حفل تتويج. ونتيجةً لذلك، وخاصةً في القرن الحادي عشر، أُطلق عليه اسم "totius regni archisolium" (كرسي العرش للمملكة بأكملها). لم يُتوّج شارلمان نفسه على هذا العرش، بل تُوّج في كاتدرائية القديس بطرس القديمة فيروما على يد البابا لاون الثالث في عام 800 ميلادي.

## وصف
العرش بسيط للغاية وخالٍ تمامًا من الزخارف. تؤدي ست درجات إلى المقعد الموجود على منصة. يتكون المقعد نفسه من أربع ألواح رخامية مثبتة معًا بمشابك برونزية. وفقًا لإحدى النظريات الحديثة، تم أخذ الرخام والدرجات من كنيسة القيامة في القدس حوالي عام 800. يزعم تفسير آخر (غير مؤكد) أنها درجات قصر بيلاطس، التي صعدها يسوع بعد جلده. توجد خطوط دقيقة محفورة على أحد اللوحين الجانبيين، والتي كانت بمثابة لوحة للعبة موريس التسعة القديمة. تُظهر اللوحة الخلفية تصويرًا مبكرًا للصلب. بناءً على المعالجة السطحية ووجود نقوش من عدة عصور من الموضوعات الوثنية والمسيحية، يمكن الاستنتاج أنه عندما تم تثبيت الألواح هنا، كانت تنتمي إلى سياقين على الأقل بالفعل.
كان الهيكل الداخلي الخشبي، الموجود حاليًا في متحف الراينلاندز في بون، يحمل لوحة جلوس رخامية مفقودة. ويوجد أسفلها رفٌّ حُفظ عليه جزء من الزينة الإمبراطورية، وخاصةً محفظة القديس ستيفن، وفقًا لأبحاث حديثة. ويُظهر تأريخ الكربون المشع أن هذه اللوحة المصنوعة من خشب البلوط تعود إلى حوالي عام 800.
يرتكز العرش على أربعة أعمدة حجرية. هذا ما أتاح للزوار في العصور اللاحقة الزحف تحت العرش، تعبيرًا عن التواضع للحاكم المُعيّن حديثًا، وتبجيلًا ليسوع المسيح، الذي ارتبط اسمه بالعرش من خلال الصورة الموجودة على اللوحة الرخامية الخلفية. يشير المظهر المصقول للأسطح الداخلية للأعمدة الأربعة إلى أن عددًا لا يحصى من الزوار قد مارسوا هذه الطقوس على مر القرون. المنطقة الآن مُحاطة بسور.
نجا العرش من جميع أعمال الترميم والهدم في الكنيسة على مر القرون. ومع ذلك، وفي إطار التدابير التي اتخذها مجلس الكاتدرائية لحماية القطع الأثرية الثمينة للكاتدرائية وكنوزها من القصف ومياه إطفاء الحرائق خلال الحرب العالمية الثانية، طُبِّق عليه ورق القطران ودُفن في الرمال. واليوم، لا تزال بقع صفراء متسخة على العرش من ورق القطران، لم تُزل خوفًا من إتلاف الكتابة القديمة عليه.
في الممر أسفل العرش وفي المنطقة المجاورة مباشرةً، حُفظت الأرضيات الكارولنجية الأصلية. أنواع الأحجار المُستخدمة فيها مستمدة من آثار قديمة، ووُضعت على الطراز التمثيلي الإيطالي. وتحديدًا، الأرضيات الأصلية مصنوعة من الرخام الأبيض، والبورفير الأخضر، والبورفير الأحمر من مصر. يُحتمل أن هذه المواد مستمدة من قصر ثيودوريك في ربنة، حيث عُثر على العديد من بلاط الأرضيات المشابه.

## الرمزية
يقع العرش، الذي تؤهله ارتباطاته الرمزية ليكون وثيقة بارزة من عصر النهضة الكارولنجية، في المعرض الغربي للمستوى العلوي (المسمى الكنيسة العالية) من المثمن الكارولنجي.
يقع العرش في سياق هيكلي محكم داخل كنيسة بالاتين، حيث تُشكّل نسبها النسبية صورة رمزية لمدينة القدس السماوية، مُعبّرًا عنها بالأرقام. ولعلّ هذا، اتّباعًا للنموذج التوراتي لعرش سليمان، الذي وضع الحاكم أيضًا في مجال منفصل عن طريق رواق، خُصص للعرش أعلى مكان، وبالتالي رمزًا واضحًا لادعاء الإمبراطور بالحكم الدنيوي والروحي على المملكة ووظيفته كوسيط بين السماء والأرض. وفي هذا الصدد، قد يكون لعدد الدرجات دلالة رمزية، إذ وفقًا لسفر الملوك 10: 19 كان لعرش سليمان أيضًا ست درجات، وكان قائمًا في قاعة مقابل معبد مكعب الشكل (أي سداسي الوجوه) - قدس الأقداس (سفر الملوك الأول 7:6 وما يليه). كان التلميح المتعمد إلى نموذج عرش سليمان مناسبًا لمطالبة شارلمان بحكم عالمي مطلق بصفته وصيًا على إمبراطورية مسيحية عالمية، يحكم شعبًا مختارًا جديدًا - إن جاز التعبير، كسليمان جديد. ويعزز هذا المعنى إعجاب شارلمان الموثق، كملك، بأب سليمان وسلفه المرموق، الملك داود، الذي لطالما سعى شارلمان إلى دوره كحاكم لله على الأرض. في عام 801، قيل: "كنا ننادي شارلمان في البلاط باسم 'داود'". وقد تأكدت هذه الرسالة باستخدام رخام من الأرض المقدسة، وهو رخام من كنيسة القيامة في القدس، مرتبط بيسوع المسيح، وبالتالي بفكرة الحق الإلهي للملوك. علاوة على ذلك، ووفقًا للفكر القروسطي، فإن ملامسة المسيح للوحات الرخامية ستُحوّل إلى آثار مقدسة.
يقع العرش في الجزء الغربي من الكنيسة، وهو ذو اتجاه شرقي غربي. يتجه منظر الحاكم المتربع على العرش نحو الشرق، ترقبًا لحلول يوم القيامة من هذا الاتجاه، ومعه نهاية كل حكم دنيوي.
يمكن أن تمثل الأعمدة الأربعة للمنصة الحجرية العالم الذي يحكمه الحاكم الدنيوي بعناصره الأربعة (النار، والماء، والهواء، والأرض)، وفصوله الأربعة واتجاهاته الأربعة الأساسية. كما يمكن رؤية إشارة إلى أنهار جنة عدن الأربعة، التي جلبت الرخاء إلى الأرض.
على الأرجح، كان هناك مذبح مُكرّس لرئيس الملائكة ميخائيل في الغرفة خلف العرش. وبناءً على ذلك، يمكن للملك المتوَّج، وهو يجلس على العرش الملكي، أن يطمئن إلى أن رئيس الملائكة "يسانده" حرفيًا.

## فهرس
- ليو هوغوت : Der Königsthron في آخنر دوم. في: جمعية كولدوي . رسالة حول 29. Tagung für Ausgrabungswissenschaft und Bauforschung vom 26. - 30. مايو 1976 في كولونيا. كولونيا، 1976، ص. 36–42.
- فرانشيسكو جابرييلي ، أندريه جيلو، برايس ليون، جاك هنري بيرين، هيكو ستوير : محمد وكارل دير جروس . دار نشر بيلسر، 1993،(ردمك 3-7630-2097-7) .
- سفين شوت : دير آخنر ثرون. في: M. Kramp (Hrsg.): Krönungen، Könige in Aachen - Geschichte und Mythos . كتالوج 1999. دار نشر فيليب فون زابيرن،(ردمك 3-8053-2617-3) ، ص. 213–222.
- كاتارينا كورسبيوس: Der Aachener "Karlsthron" zwischen Zeremoniell und Herrschermemoria. في: ماريون ستينيكي، ستيفان واينفورتر (Hrsg.): Investitur- und Krönungsrituale. Herrschaftseinsetzungen im kulturellen Vergleich . بوهلاو، كولونيا 2005،(ردمك 3-412-09604-0) ، ص. 359–375.
- هانز يورغن روث: عين أبيلد دي هيميلز. دير آخنر دوم – الليتورجي، بيبل، كونست. تويت، آخن 2011، ص. 37–45.......

## روابط خارجية
- Konstantin Klein (15 مايو 2007). ""Wo Joséphine sich einst verkühlte", Vortrag von Sven Schütte an der Uni Bamberg". Otto-Friedrich-Universität Bamberg. مؤرشف من الأصل في 2012-04-21. اطلع عليه بتاريخ 2013-01-11. (German)
- Christopher Dorbath: Der Thron Karls des Großen (PDF; 147 kB) (German)

50°46′29″N 6°05′02″E / 50.774647°N 6.083766°E